# 两矿一公司专管办
两矿一公司专管办，是中国安徽省铜陵市郊区下辖的一个乡镇级行政单位。

## 行政区划
两矿一公司专管办共辖以下地区：
碎石岭社区、龙山社区、天峰社区。